# تهرود (ریگان)
تهرود، روستایی در دهستان پشت ریگ بخش مرکزی شهرستان ریگان در استان کرمان ایران است.

## جمعیت
بر پایه سرشماری عمومی نفوس و مسکن در سال ۱۳۹۵، جمعیت این روستا برابر با ۱٬۰۶۸ نفر (۳۱۴ خانوار) بوده است.